# Alocasia zebrina
Espèce
Alocasia zebrina est une espèce de plantes à fleurs de la famille des Araceae originaire des Philippines.

## Répartition
Alocasia zebrina est originaire des îles de Luzon, Mindanao, Leyte, Samar, Biliran et Alabat aux Philippines.
Elle est couramment cultivé comme plante d'intérieur dans le monde entier,. Elle est connue localement sous le nom de tigre du gabing ("tiger taro ") en tagalog. 

## Menaces
Alocasia zebrina est répertorié à l'échelle nationale comme une espèce menacée et la collecte d' Alocasia zebrina dans la nature est illégale aux Philippines,.

## Taxonomie et étymologie
Alocasia zebrina a été décrite pour la première fois par l'horticulteur britannique John Gould Veitch en 1862 à partir de spécimens collectés aux Philippines. Elle porte le nom de ses tiges de feuilles rayées distinctives.

## Description
Alocasia zebrina pousse à environ 1.8 m (6 pi) de haut, mais peut atteindre 2.9 m (10 pi). Elle a généralement plusieurs feuilles avec des cataphylles. Le pétiole est d'environ 1.1 m de long et est de couleur vert pâle strié de manière caractéristique avec des rayures vert foncé à brunes, d'où son nom. Le limbe des feuilles est en forme de flèche (sagitté), et environ 45 à 100 cm de long. Elle est divisée à la base en deux lobes triangulaires à ovales. Ses feuilles sont d'un vert brillant, plus ou moins foncé avec une texture ferme. Les fleurs sont portées par paires et sont autour de 16 cm de long,. Ses fruits sont de couleur orange.

## Utilisations
Cette plante se propage facilement par boutures et graines. C'est une plante d'intérieur populaire sur les marchés locaux et internationaux,.

## Conservation
Alocasia zebrina n'a pas été évaluée par la Liste rouge des espèces menacées de l'Union internationale pour la conservation de la nature . Mais elle est incluse dans la Liste nationale des espèces menacées du Département de l'environnement et des ressources naturelles des Philippines. La récolte de spécimens sauvages d' A. zebrina est illégale aux Philippines et est passible de six à dix ans d'emprisonnement et d'une amende de 100 000 ₱ à 1 000 000 ₱,.